# Hermolaus Barbarus

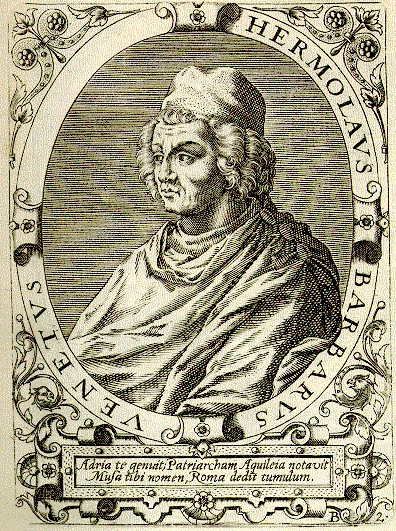
Hermolaus Barbarus der Jüngere

Hermolaus Barbarus der Jüngere, italienisch Ermolao Barbaro (il giovane) (* 21. Mai 1453 oder 1454 in Venedig; † 14. Juni 1493 in Rom) war ein venezianischer Patrizier und italienischer Humanist sowie Verfasser konjekturalkritischer Übersetzungen antiker Autoren.

## Leben und Wirken
Ab etwa 1462 lernte Ermolao Barbaro in Rom bei Julius Pomponius Laetus und Theodoros Gazes. Kaiser Friedrich III. ernannte ihn 1468 zum poeta laureatus. In Padua begann er 1471 zu studieren, wurde 1474 in den Künsten, 1477 in beiden Rechten promoviert. Im Jahr 1479 kehrte er kurzzeitig in seine Heimatstadt Venedig zurück, verließ diese aber wegen des Ausbruchs der Pest. Im folgenden Jahrzehnt diente er seiner Heimatstadt in verschiedenen politischen Ämtern, unter anderem als Gesandter. Giorgio Valla, dem Verfasser von Übersetzungen antiker Autoren wie Plinius und Galen, verhalf der mit Marcantonio Sabellico befreundete Barbaro zur Berufung als Professor nach Venedig.
Von Papst Innozenz VIII. bekam er 1491 das Amt des Patriarchen von Aquileia angeboten. Der venezianische Senat verweigerte ihm den Antritt dieser Stellung, da Barbarus entgegen dem Gesetz bereits zugesagt hatte, ohne auf die offizielle Einwilligung zu warten. Er wurde daher verbannt und gezwungen, das Patriarchenamt aufzugeben, für den Fall der Weigerung drohte die Beschlagnahmung des väterlichen Besitzes. Barbarus blieb in Rom und lebte bis zu seinem Tod von einer kleinen Rente, die die päpstliche Verwaltung zahlte.
Barbarus übersetzte die Aristoteles-Paraphrasen des Themistios, sowie mehrere Werke des Aristoteles. 1492/1493 veröffentlichte er bei Eucharius Silber seine Castigationes Plinianae, die erste textkritische Ausgabe von Plinius’ Naturgeschichte, in der er über 5000 Fehler in der lateinischen Version dieses Werkes nachwies. Im Jahr 1484 hatte er auch einen erstmals posthum 1516 bei den Brüdern Di Gregori in Venedig gedruckten Dioskurides-Kommentar (In Dioscoridem corollariorum libri) begonnen. Neben Reden und Briefen schrieb Barbarus ein Buch über den Zölibat und eines über die Pflichten des Gesandten.